# Pedro Augusto Pinto da Fonseca Botelho Neves
Pedro Augusto Pinto da Fonseca Botelho Neves (Vila Franca de Xira, Vialonga, 30 de Março de 1891 - Lisboa, Benfica, 7 de Dezembro de 1940) foi um engenheiro e político português.

## Biografia
Filho de Pedro Augusto Pinto da Fonseca Botelho Neves e de sua mulher Emília Tomásia Ferreira da Cunha.
Engenheiro Químico, exerceu as funções de Director de Serviços da Repartição das Casas Económicas, Técnico Corporativo do Comércio e Indústria e Secretário-Geral do Instituto Nacional do Trabalho e Previdência. Pertenceu, ainda, como Vogal, ao Conselho Técnico da Junta de Colonização Interna e ao Conselho Técnico das Indústrias.
Foi eleito Deputado, no Regime Republicano, em 1918, pelo Círculo Eleitoral de Vila Franca de Xira, e, durante o Estado Novo, à Assembleia Nacional.